# Johannes Schmidt (Sprachwissenschaftler)

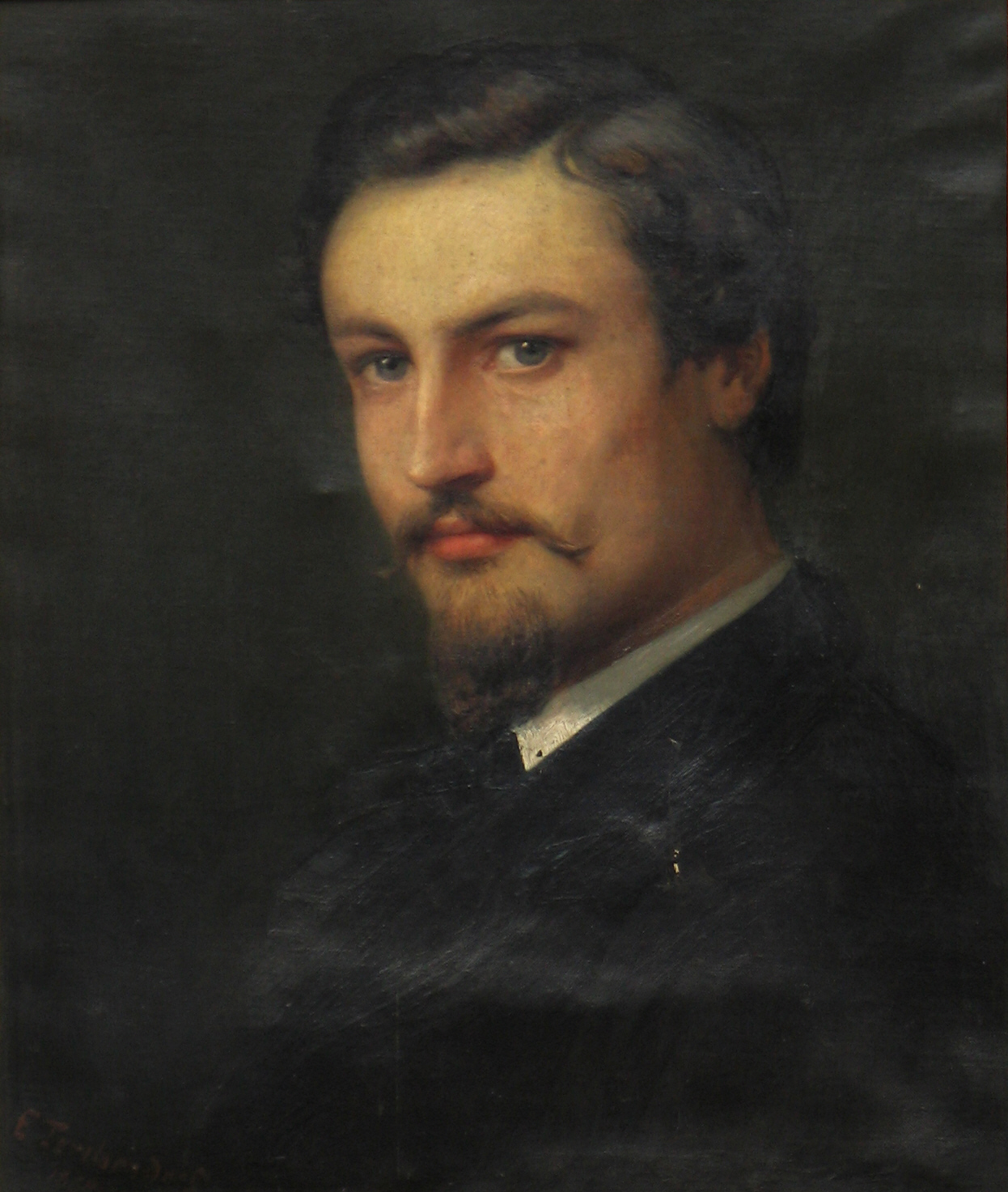
Emil Teschendorff: Johannes Schmidt, 1868

Johannes Schmidt 1901

Johannes Schmidt (* 29. Juli 1843 in Prenzlau/Provinz Brandenburg; † 4. Juli 1901 in Berlin; vollständiger Name Johannes Friedrich Heinrich Schmidt) war ein deutscher Sprachwissenschaftler und führender Vertreter der Berliner Schule der Indogermanistik, gilt als Begründer der „Wellentheorie“ in der vergleichenden Sprachforschung.

## Leben
Nach seinem Abitur in Stettin begann der damals noch Siebzehnjährige zum Sommersemester 1861 zunächst mit dem Studium der Klassischen Philologie an der Universität Bonn bei Friedrich Ritschl und Otto Jahn. Noch im gleichen Jahr trat er der Bonner Burschenschaft Frankonia. bei. Zum Wintersemester 1862/63 wechselte er nach Jena, wo der damals führende Indogermanist August Schleicher lehrte, bei dem Schmidt 1865 dann auch promovierte.  Nach dem plötzlichen Tod Schleichers übernahm er 1868 die Verantwortung für dessen Werk Die Deutsche Sprache, das er in überarbeiteter Fassung bis 1888 von der 2. bis zur 5. Auflage neu herausgab.
Nach einem einjährigen, hauptsächlich Sanskritstudien gewidmeten Aufenthalt in Berlin kehrte Schmidt nach Bonn zurück. Dort habilitierte er sich am 29. Juni 1868 für vergleichende Grammatik der indogermanischen Sprachen und lehrte zunächst als Privatdozent, ab dem Sommersemester 1873 als außerordentlicher Professor. Zu seinen ersten Schülern gehörte Ulrich von Wilamowitz-Moellendorff, der später in seinen Erinnerungen 1848–1914 (Berlin 1928, S. 94–95) anerkennend über Schmidt schrieb: „Ein anderer Privatdozent war Johannes Schmidt, der uns nicht so nahe kam, aber mit schuldigem Respekt betrachtet ward. … Niemand verkannte, daß in ihm ein reifer und bedeutender Forscher vor uns stand.“ In der Analyse der Verwandtschaftsverhältnisse der indogermanischen Sprachen begründete Schmidt 1872 die Auffassung von der allmählichen räumlichen Verbreitung sprachlicher Neuerungen – kurz Wellentheorie genannt, die sich gegen den Lehrsatz der Junggrammatiker von der Ausnahmslosigkeit der Lautgesetze richtete. Kurz nach seiner Heirat mit Luise Schwabe erhielt er 1873 den Ruf auf ein Ordinariat für vergleichende Sprachwissenschaften und Sanskrit an der Karl-Franzens-Universität Graz. Drei Jahre später wechselte er nach Berlin, übernahm eine Professur an der heutigen Humboldt-Universität zu Berlin und wurde ab 1884 ordentliches Mitglied der Berliner Akademie der Wissenschaften. 1890 wurde er zum auswärtigen Mitglied der Bayerischen Akademie der Wissenschaften gewählt.
Johannes Schmidt starb, nur wenige Wochen vor seinem 58. Geburtstag, am 4. Juli 1901 nach einem Herzinfarkt. Er war bis zuletzt als Hochschullehrer in Berlin tätig und hatte im laufenden Semester eine Vorlesung zur gotischen Grammatik in vergleichender Perspektive angeboten. Beigesetzt wurde Schmidt auf dem Kaiser-Wilhelm-Gedächtnis-Friedhof in Charlottenburg (heutiger Ortsteil Berlin-Westend). Das Grab ist nicht erhalten.

## Schriften
- Die Wurzel „ak“ im Indogermanischen. Mit einem Vorworte von August Schleicher. Böhlau, Weimar 1865. (Digitalisat)
- Zur Geschichte des indogermanischen Vocalismus. Erste Abteilung. Böhlau, Weimar 1871. (Digitalisat), (Zweite Abteilung)
- Die Verwandtschaftsverhältnisse der indogermanischen Sprachen. Böhlau, Weimar 1872. (Digitalisat Erste Abteilung), (Zweite Abteilung)
- Die Pluralbildungen der indogermanischen Neutra. Böhlau, Weimar 1889. (Digitalisat)
- Kritik der Sonantentheorie. Eine sprachwissenschaftliche Untersuchung. Böhlau, Weimar 1895. (Digitalisat)